# Derrick Tenai
Derrick Tenai (* 3. Juni 1968) ist ein salomonischer Bogenschütze.
Tenai vertrat sein Land bei den Olympischen Spielen 1988 in Seoul und wurde im Bogenschießen 84. und somit Letzter. Tenai war der vierte Sportler seines Landes überhaupt bei Olympischen Spielen. Allerdings wurde ihm nachgesagt, vor den Spielen niemals einen Bogen gesehen zu haben und im Wettkampf das Ziel in keinem der 55 Versuche getroffen zu haben.